# Spełnić marzenia
Spełnić marzenia – album muzyczny Teresy Werner wydany w 2013 roku.
Nagrania w Polsce uzyskały status platynowej płyty.

## Utwory
| Nr  | Tytuł utworu              | Długość |
| --- | ------------------------- | ------- |
| 1.  | „Spełnić marzenia”        | 3:23    |
| 2.  | „Gwiazdo moja”            | 3:10    |
| 3.  | „Słodkie Twoje usta”      | 3:26    |
| 4.  | „Blonda bella blonda”     | 3:16    |
| 5.  | „Dałabym Ci dała”         | 4:29    |
| 6.  | „Mamo kocham Cię”         | 3:49    |
| 7.  | „Trzeba zacząć żyć”       | 3:52    |
| 8.  | „Piosenka na dobry humor” | 3:53    |
| 9.  | „Miłość jest piękna”      | 4:38    |
| 10. | „Kochany czekam tu”       | 3:41    |
| 11. | „Jak dobrze zbudzić się”  | 3:35    |
| 12. | „Szczęśliwą być”          | 3:59    |
| 13. | „Cudowne chwile”          | 3:19    |
| 14. | „Dwa słowa miłości”       | 3:26    |
| 15. | „Moja Mamo”               | 4:27    |
| 16. | „Kocham swoje morze”      | 4:12    |
| 17. | „Zawsze razem”            | 3:18    |
| 18. | „Życzenia najpiękniejsze” | 3:51    |